# Pascual Aláez Medina
Pascual Aláez Medina OMI (* 11. Mai 1917 in Villaverde de Arcayos; † 24. Juli 1936 in Pozuelo, Madrid) war ein spanischer Oblate der Makellosen Jungfrau Maria.
Die ersten Gelübde legte er am 16. August 1935 ab. Am 22. Juli 1936 wurde er im Rahmen der religiösen Verfolgung in Spanien zusammen mit seinen Mitbrüdern im eigenen Kloster gefangen genommen und am 24. Juli 1936 zusammen mit sechs weiteren Oblaten hingerichtet.
Die Seligsprechung der 22 spanischen Märtyrer der Oblaten, darunter auch Pascual Aláez Medina, erfolgte am 17. Dezember 2011 in der Kathedrale von Madrid.